# Chen Qingyuan
Det här är en artikel om en person med kinesiskt personnamn; Chen är familjenamnet.
Chen Qingyuan (förenklad kinesiska: 陈情缘; traditionell kinesiska: 陳情緣; pinyin: Chén Qíngyuán), född 15 februari 1997, är en kinesisk fäktare som tävlar i florett.

## Karriär
Vid olympiska sommarspelen 2020 i Tokyo, som arrangerades 2021, blev Chen utslagen i åttondelsfinalen i florett av sydkoreanska Jeon Hee-sook.
Vid asiatiska spelen 2022 i Hangzhou, som arrangerades 2023, tog Chen guld i lagtävlingen i florett. Vid olympiska sommarspelen 2024 i Paris blev hon utslagen i sextondelsfinalen i damernas florett av kanadensiska Yunjia Zhang samt var en del av Kinas lag tillsammans med Huang Qianqian, Wang Yuting och Jiao Enqi som slutade på sjunde plats i lagtävlingen i florett.